# 4243 Nankivell
A 4243 Nankivell (ideiglenes jelöléssel 1981 GF1) a Naprendszer kisbolygóövében található aszteroida. Alan C. Gilmore,  Pamela M. Kilmartin fedezte fel 1981. április 4-én.